# Nhà hát Opera Thính phòng Kraków

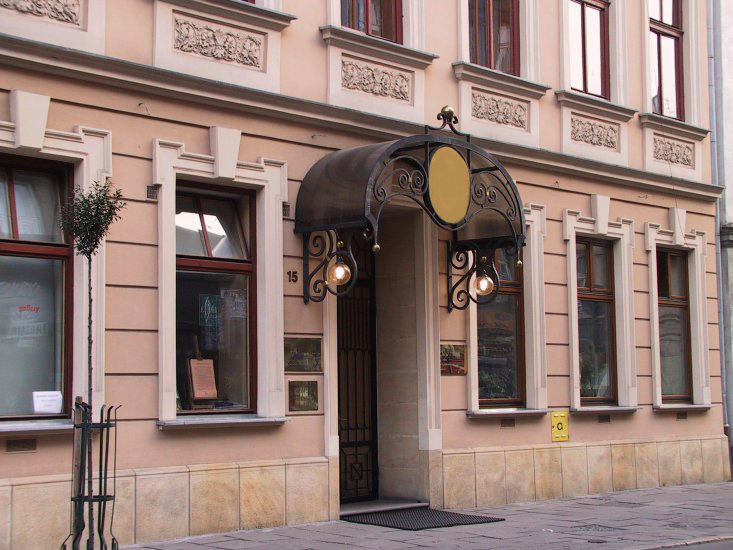
Nhà hát Opera Thính phòng Kraków (2018)

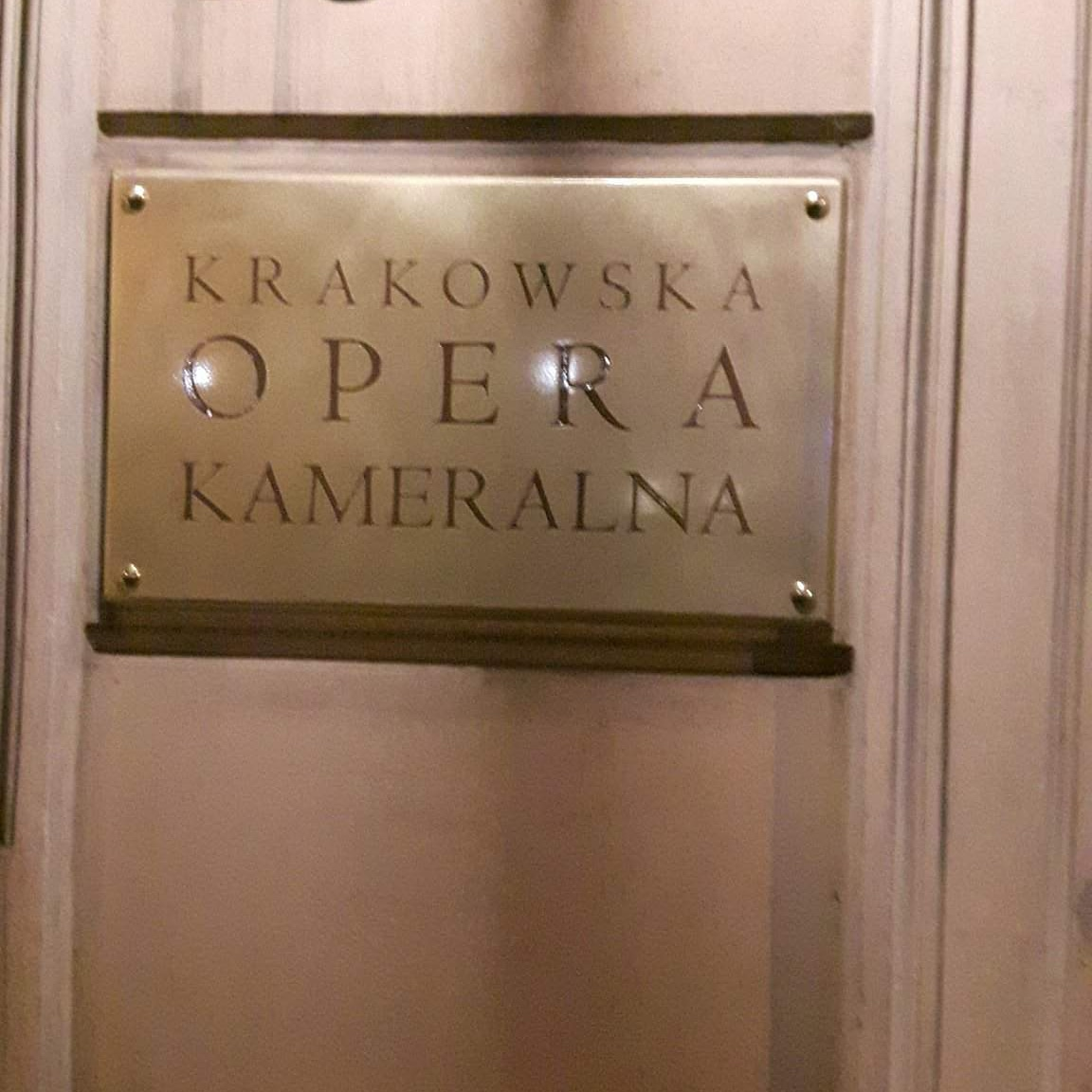
Nhà hát Opera Thính phòng Kraków (2018)

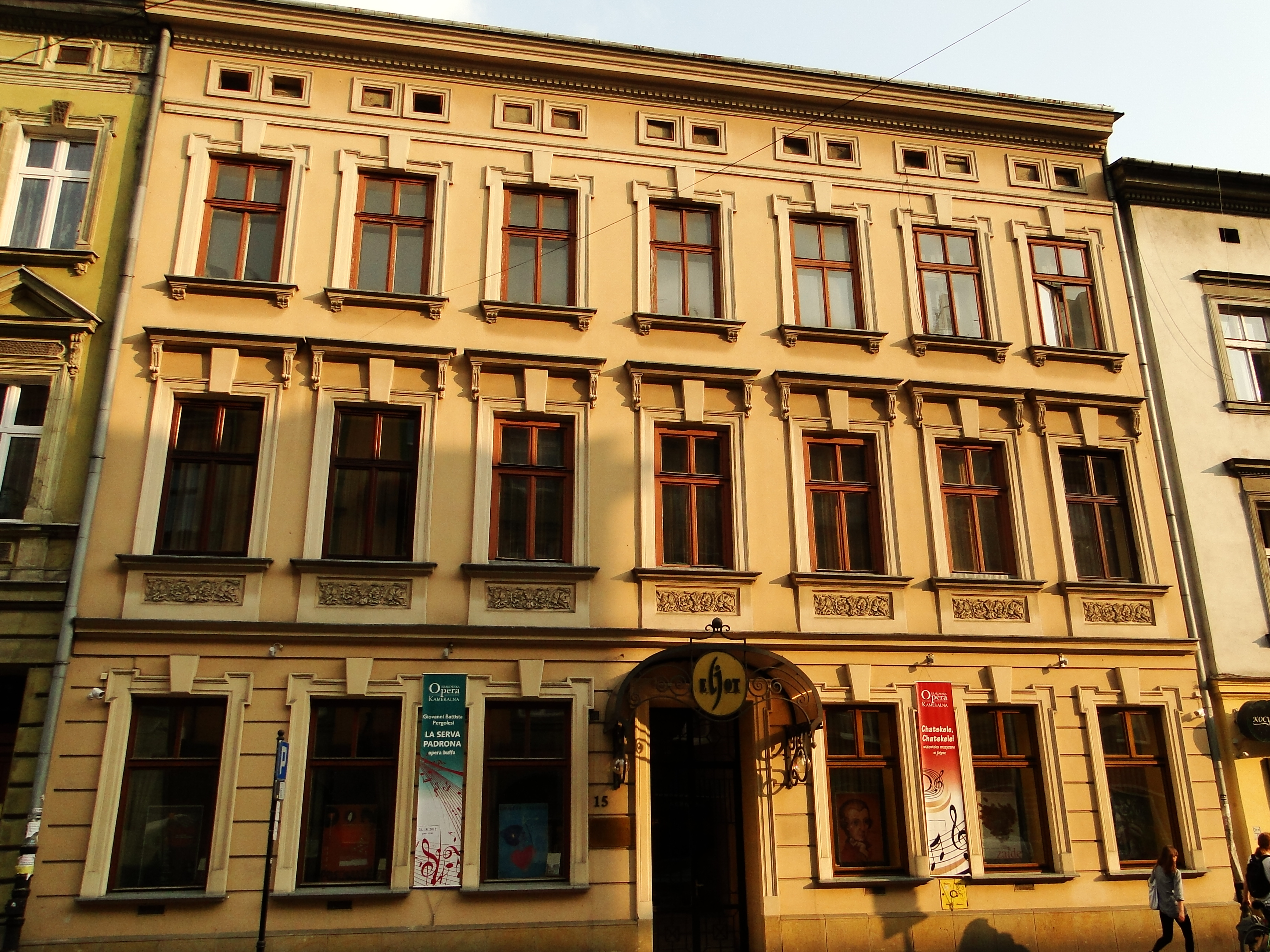
Nhà hát Opera Thính phòng Kraków (2012)

Nhà hát Opera Thính phòng Kraków hay Nhà hát KOK (tiếng Ba Lan: Krakowska Opera Kameralna) là một trong những nhà hát opera nổi tiếng, tọa lạc tại số 15 phố Miodowa, Kraków, Ba Lan.
Nhà hát có nguồn gốc từ Nhà hát El-Jot của nghệ sĩ Jadwiga Leśniak-Jankowska (hoạt động trong giai đoạn 1991-2000). Ngày 18 tháng 6 năm 2000, Nhà hát Opera Thính phòng Kraków chính thức mở cửa đón công chúng tại số 15 Phố Miodowa ở Krakow.
Thị trưởng thành phố Kraków đã trao tặng cho Nhà hát KOK danh hiệu "Nhà bảo trợ Văn hóa Kraków" vào năm 2002.

## Tòa nhà
Nhà hát KOK tọa lạc tại tòa chung cư Di tích văn hóa Kraków, được xây dựng vào năm 1896 theo thiết kế của kiến trúc sư người Ba Lan Benjamin Torbe. Sảnh của Nhà hát được tích hợp vào kiến trúc của tòa nhà và được xây dựng từ năm 1990 theo thiết kế của Wojciech Obtitowicz. Việc xây dựng hoàn thành và Nhà hát được khánh thành vào ngày 18 tháng 6 năm 2000.

## Tiết mục
- Các tiết mục nổi tiếng được trình diễn theo phong cách baroque, cổ điển, biểu diễn âm nhạc, nhạc kịch, và nhiều vở diễn liên quan đến âm nhạc khác.[2]
- Từ năm 2011, Nhà hát mở rộng hoạt động nghệ thuật với nhiều dự án mới: múa rối, các buổi biểu diễn do diễn viên kịch và vũ công thực hiện, mặt nạ và đầy đủ các hoạt động sân khấu khác.[2]
- Nghệ sĩ biểu diễn tại sân khấu KOK bao gồm ca sĩ, diễn viên, vũ công và nghệ sĩ chơi nhạc cụ được tuyển chọn cẩn thận. Ngoài ra, Nhà hát KOK cũng hợp tác với các trường nghệ thuật ở Kraków nhằm sinh viên các trường nghệ thuật có cơ hội ra mắt và tích lũy kinh nghiệm trong các buổi biểu diễn tại phố Miodowa.[2]